# تخاطب صوتي

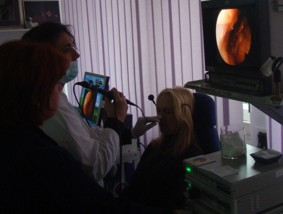

التخاطب الصوتي هو دراسة وعلاج الأعضاء المشاركة في إنتاج الكلام، وبشكل رئيسي الفم والحلق (الحنجرة) والأحبال الصوتية والرئتين. تشمل المشاكل التي يتم علاجها في الصوتيات خلل وظيفي في الحبال الصوتية، وسرطان الحبال الصوتية أو الحنجرة، وعدم القدرة على التحكم في أعضاء الكلام بشكل صحيح (اضطرابات الكلام)، ومشاكل التحميل الصوتي.
وفقًا لاتحاد أطباء التخاطب الأوروبي، فإن التخاطب هو التخصص الطبي الذي يتعامل مع اضطرابات الصوت والكلام واللغة والسمع والبلع.
للحصول على تعريف مفصل لأمراض التخاطب، انظر الصفحة 3 من سجل فونياتون اتس 2010.